# 宇宙-2运载火箭
宇宙-2运载火箭（俄语：Ко́смос-2）苏联在R-12中程弹道导弹（北约代号SS-4“凉鞋”）基础上研制的轻型运载火箭。美国国防部对这种火箭的代号是“SL-7”，美国国会的谢尔顿命名法（用于识别火箭的衍生型号）则称其为“B-1”。它包括三种型号：63S1，63S1M和63SM，其中前两种都是未经量产的试验型号。
在用由R-7洲际导弹改装而成的卫星号火箭发射了世界上第一颗人造卫星之后，苏联各部门都对开发一种比R-7小的运载火箭有兴趣。扬格利（与科罗廖夫和切洛勉齐名的苏联第一代火箭设计师）的R-12导弹被认为是最适合的改装素材。早在1956年，苏联国防工业部部长乌斯季诺夫就命令第586特种设计局（1962年改称南方设计局，总设计师即扬格利）研究将R-12改装为航天运载工具的可能性。开始的进展很慢，因为多数资源被用于支持科罗廖夫的R-7，而扬格利当时又有更重要的课题：R-16洲际弹道导弹。1960年8月，政府才正式决定让扬格利领导研究轻型火箭。
OKB-586以63S1为开发代号开始了这项研究。直接利用R-12作为火箭的第一级是很容易的，几乎不需要对导弹做任何改动。所需研制的只是将航天器送入轨道的上面级，该上面级还得能补偿第一级发动机比冲低的缺点。上面级发动机的研制工作交给了由火箭发动机专家格鲁什科领导的OKB-456。格鲁什科提供了一种单推力室发动机RD-119，它作为上面级的动力装置具有许多优点。63S1的级间分离系统是另一个研究难点，最后采纳的方案几乎与科罗廖夫的R-7相同。在卡普斯京亚尔为这种两级火箭改装了一个原用于发射R-12导弹的地下井。
按照政府的命令，第一批次制造了两枚63S1火箭。1961年10月26日，63S1进行了第一次发射，载荷为DS-2卫星。发射失败了，因为飞行控制系统出了故障。12月21日又进行了一次发射，开始时一切正常，但当卫星准备入轨时第二级发动机提前关机。直到1962年3月16日，63S1才进行了首次完全成功的飞行。这次发射的载荷还是DS-2，不过苏联媒体称其为宇宙1号卫星，火箭也因此得名为宇宙号。宇宙1号是世界上最庞大的一个航天器系列宇宙号系列中的第一个成员。63S1最后一次发射是在1967年12月。
由于63S1可靠性太差（总共发射38次，失败12次），苏联军队要求对它进行改进。改进版的开发代号为63S1M，也在卡普斯京亚尔发射，于1965年10月9日首飞。与此同时，在普列谢茨克发射场为宇宙-2修建了第一座地面发射台。这套发射设施被称为“虹”，是专为宇宙-2设计的，因为采用地下井发射的宇宙-2发射时可容忍的最大风速不超过10米/秒。63S1M在1966年4月26日发射宇宙-116卫星后停止使用，只发射了5次。
在63S1M的设计被军方认可后，与“虹”地面发射设施配套的最终定型产品63SM完成了。63SM与63S1M没有任何区别，只是代号不同。这是唯一一种投入批量生产的宇宙-2，生产代号为11K63。11K63于1966年5月24日在卡普斯京亚尔进行了第一次发射，载荷为宇宙-119卫星；第一次使用普列谢茨克的“虹”则是在1967年3月16日，载荷为宇宙-148卫星。在接下来的10年里，宇宙-2（指11K63）共发射了122次，其中失败9次。
1977年，宇宙-2执行了最后一次任务，将宇宙-918卫星送入轨道。此后该火箭退役。 
注意宇宙-2与宇宙-3是完全不同的两种火箭。宇宙-3（开发代号65S3）是在R-14导弹基础上研制的轻型火箭，拥有更大的运载能力，它基本上取代了宇宙-2。

## 资料来源
- 宇宙-2
- 63S1
- 63S1M
- 11K63